# داميان ميكيلي
داميان ميكيلي هو لاعب كرة قدم بلجيكي في مركز الوسط، ولد في 17 أكتوبر 1984 في شارلوروا في بلجيكا. لعب مع أولمبيك تشارلروا ونادي رويال شارلروا ونادي لوفيرواز.